# Txomin Iturbe Abasolo
Domingo Iturbe Abasolo, també conegut com a Txomin Iturbe, (Arrasate, 7 de desembre de 1943 - Algèria, 27 de febrer de 1987) fou un activista polític basc, dirigent d'Euskadi Ta Askatasuna (ETA).
Estudiant en un col·legi de monges, aprenent a la Unión Serrallera, soci capitalista d'una empresa de fabricació de canonades i porter de l'equip de futbol Unió Esportiva Aretxabaleta i després de l'equip de la seva ciutat natal. De la seva època de futbolista procedeix l'expressió aurrera bolie ("endavant la pilota") amb la qual signava els seus escrits quan ja era dirigent d'ETA, organització en la qual va entrar jovenet, pel que sembla abans de realitzar el seu servei militar.
El desembre de 1968 la Guàrdia Civil va descobrir una cita clandestina de Txomin amb el seu company etarra Unai Dorronsoro, que ja estava fitxat. Txomin va assolir escapar a la detenció, però l'esdeveniment li va valer ser descobert com a membre d'ETA, cosa que va suposar el seu exili al País Basc del Nord. Allí es va casar amb una altra fugitiva, Maite Ormaetxea, amb qui tindria tres fills. Va ser, al costat d'Argala, nucli de la facció militar en les lluites internes que dividirien a l'organització en dues: ETA militar i ETA politicomilitar. Va ser detingut per la policia francesa en diverses ocasions.
El gener de 1975 va ser objecte d'un intent de segrest. Al novembre del mateix any va sofrir un atemptat amb bomba-lapa del que va sortir il·lès, resultant ferit un dels seus fills. El 1976 va sortir il·lès novament d'un metrallament, i va ser ferit tres anys més tard en un atemptat a Biàrritz. A la fi dels anys 70, Txomin va ser designat per ETA com a interlocutor preferent en una hipotètica negociació amb el govern espanyol. El primer contacte va tenir lloc a París el 1984, durant el govern de Felipe González. Poc després va ser confinat a la ciutat de Tours, però tornaria a la clandestinitat fins a ser detingut el 1986. Va ser expulsat a Algèria, després d'una breu estada a Libreville, la capital de Gabon.
A Alger va tornar a ser el principal interlocutor d'ETA en un diàleg amb el govern espanyol que no va tenir resultats. L'1 de març de 1987 es va fer pública la mort de Txomin, esdevinguda uns dies enrere. D'acord amb l'administració algeriana i els seus propis companys deportats, Txomin va morir en un accident de trànsit. No obstant això, s'ha especulat amb la possibilitat que morís d'una caiguda mentre realitzava exercicis en un camp d'entrenament paramilitar. Va ser enterrat a la seva ciutat natal.
Anys després de la seva mort s'ha donat en la premsa certa visió nostàlgica de la seva figura, considerada exponent d'una militància més moderada o idealista que hauria estat abandonada en favor d'una línia més dura al fer-se càrrec de la direcció d'ETA el grup anomenat Artapalo.